# Jack Shufflebotham
John „Jack“ Shufflebotham (* 11. April 1885 in Macclesfield; † 4. Mai 1951 in Weston-super-Mare) war ein englischer Fußballspieler, der in der Football League als Mittelläufer für Notts County, den FC Birmingham und Oldham Athletic spielte.

## Karriere
Shufflebotham wurde in Macclesfield, Grafschaft Cheshire, geboren. Er spielte für Hanley Town und Loughborough Corinthians. 1903 kam der Engländer zu Aston Villa, ohne jedoch in der ersten Mannschaft eingesetzt zu werden. In der darauffolgenden Saison 1904/05 gab er für Notts County sein Debüt in der Football League. Nach einem Zwischenspiel bei Old Hill ging Shufflebotham zum Erstligisten FC Birmingham. Danach schloss er sich Oldham Athletic an; für den Aufsteiger in die Football League Second Division kam der Innenverteidiger siebenmal zum Einsatz. Nach einigen Spielen ging er 1909 zum FC Portsmouth, der in der Southern Football League spielte. 1911 wurde er für 15 Pfund zum FC Southport transferiert, wo er im Oktober 1914 seine Karriere beendete.
Shufflebotham arbeitete vor und nach dem Ersten Weltkrieg als Holzhändler. Er starb 1951 in Weston-super-Mare, Somerset.